# Сиаліт
Сиаліт (рос. сиаллит, англ. siallitie, нім. Siallit m) – 
- 1. Глинисті продукти вивітрювання гірських порід, що в основному складаються з водних алюмосилікатів. Термін введений Harrassowitz, 1926. Інколи виділяють: а) слабко залізистий сиаліт (Fe2О3 0 - 20%); б) залізистий сиаліт (Fe2О3 20 - 40%), сиалітову залізну руду (Fe2O3 вище 40% ).
- 2. Торгова назва колоїдного силікату натрію – реагенту і термостійкої зв’язуючої речовини. Застосовується для підвищення нафтовіддачі пластів і для виробництва теплоізоляційних та конструкційних матеріалів. Різновиди: Сиаліт-30-5, Сиаліт-20, Сиаліт-20C.